# اگراهرا، کادور
اگراهرا، کادور (به انگلیسی: Agrahara, Kadur) یک روستا در هند است که در کارناتاکا واقع شده‌است.